# Esperantští rodilí mluvčí
| Esperanto |  |
| |  |
| Jazyk |  |
| |  |
| - Akademie esperanta - Gramatika - Slovníky - Esperantologie - Abeceda - Číslovky - Fundamento - lernu! - Letní škola esperanta                                                                             |  |
| |  |
| Organizace |  |
| |  |
| - UEA - TEJO - E@I - EEU - SAT - Český esperantský svaz - Česká esperantská mládež - Esperantské kluby - Katolíci                                                                                           |  |
| |  |
| Dějiny |  |
| |  |
| - Ludvík Lazar Zamenhof - Časová osa - Buloňská deklarace - Ido-schizma - Krize ata/ita - Neutrální Moresnet - Interhelpo - Pražský manifest - Bona Espero - Esperantské město                              |  |
| |  |
| Kultura |  |
| |  |
| - Esperantská setkání - Pasporta Servo - Hudba - Rozhlas - Finvenkismus - Homaranismus - Kabei - Politika - La Espero - Stelo - Symboly (vlajka) - UK - IJK - Esperantista - Rodilí mluvčí - Zamenhofův den |  |
| |  |
| Literatura |  |
| |  |
| - Autoři - Esperantské časopisy - Esperantské slovníky - PIV - Wikipedie - KAEST |  |
| |  |
| Úhly pohledu |  |
| |  |
| - Propedeutická hodnota - Srovnání s idem - Srovnání s interlinguou - Reformy - Odpor vůči esperantu |  |

Esperantští rodilí mluvčí (v esperantu zkráceně označováni jako denaskuloj) jsou osoby, jejichž mateřský jazyk (respektive jeden z mateřských jazyků – esperantští rodilí mluvčí jsou dvojjazyční či trojjazyční) je esperanto. Často jde o děti z mezinárodních manželství esperantistů.
Jejich počet se odhaduje na přibližně 200 až 2 000, podle Haralda Haarmanna několik tisíc. Uvádějí se i rodilí mluvčí druhé a třetí generace.
Historicky prvním takovýmto dítětem byla Emilia Gastónová narozená 2. června 1904 jako dcera španělského esperantisty Emilia Gastóna. Mezi nejznámější takovéto současníky patří finančník George Soros. V rodině esperantistů vyrostl a esperanto ovládal i pražský chlapec Petr Ginz (1928–1944), jehož kresbu měsíční krajiny vytvořenou v terezínském ghettu vynesl 16. ledna 2003 do vesmíru americký raketoplán Columbia, a jeho sestra, izraelská malířka Chava Pressburgerová (rozená Eva Ginzová), autorka knihy Deník mého bratra.
Rodilí mluvčí esperanta žijí i v Česku.